# European Journal of Scandinavian Studies
Das European Journal of Scandinavian Studies (EJSS) ist eine seit 2010 herausgegebene wissenschaftliche Zeitschrift mit einem Fokus auf skandinavistischer Literatur-, Kultur- und Sprachwissenschaft. Das EJSS ist eine Nachfolgerin der Zeitschrift skandinavistik. Der Redaktionssitz ist Kiel, die Zeitschrift erscheint beim Verlag De Gruyter.
Zurzeit wird die Zeitschrift von 3 Hauptherausgebern, 15 Mitherausgeber/-innen sowie 4 weiteren Redaktionsmitgliedern betreut.

## Geschichte und Struktur
Die skandinavistik wurde 1970 vom damaligen Professor für Neuere Skandinavische Literatur am Nordischen Institut der Christian-Albrechts-Universität zu Kiel, Otto Oberholzer, sowie Wolfgang Butt und Bernhard Glienke ins Leben gerufen und erscheint seitdem zweimal jährlich.
Herausgeber der Zeitschrift sind Klaus Böldl, Lutz Rühling (beide Universität Kiel) und Henk van der Liet (Universität von Amsterdam).
Mitherausgeber sind Lars-Gunnar Andersson (Göteborg), Sylvain Briens (Strasbourg), Jørgen Stender Clausen (Pisa), Heinrich Detering (Göttingen), Jürg Glauser (Zürich), Annegret Heitmann (München), Karin Hoff (Göttingen), Ármann Jakobsson (Reykjavík), Unni Langås (Kristiansand), William Layher (St. Louis), Christer Lindqvist (Greifswald), Anne-Marie Mai (Odense), Edith Marold (Kiel), Stephan Michael Schröder (Köln) und Bjarne Thorup Thomsen (Edinburgh).
Neben Rühling, Böldl und van der Liet sind Henrike Fürstenberg, Mathias Kruse, Katharina Preißler und Julia Anrecht weitere Mitglieder der Redaktion. Das Redaktionssekretariat betreuen derzeit Rahel Drüen und Anna-Lena Lange.

## Profil
Die Zeitschrift EJSS versteht sich als Fachorgan der Skandinavistik im europäischen Raum. Sie umfasst die drei Teilgebiete Ältere Literaturwissenschaft und Sprachgeschichte, Neuere Literaturwissenschaft und Linguistik. Es werden aber auch Aufsätze aus anderen Disziplinen veröffentlicht, sofern sie sich thematisch explizit auf Skandinavien beziehen. Jede Ausgabe enthält mindestens drei Fachaufsätze, daneben Besprechungen neu erschienener wissenschaftlicher Publikationen und bis einschließlich 2011 jeweils in Heft 1 jedes Jahrgangs die Bibliographie der deutschsprachigen Skandinavistik. Der Gesamtumfang eines Jahrgangs beträgt derzeit 200 Seiten (bis einschließlich 2000 160 Seiten). Beitragssprachen sind Deutsch, Englisch sowie die festlandskandinavischen Sprachen Norwegisch, Dänisch und Schwedisch. Die eingereichten Beiträge werden zur Qualitätssicherung einem Peer-Review-Verfahren unterzogen.